# Turn- und Sportverein München von 1860
El Turn- und Sportverein München von 1860 e.V., o més simplement TSV 1860 München,  és un club de futbol alemany de la ciutat de Múnic (Baviera).

## Història
Les arrels del club cal cercar-les fins al 15 de juliol de 1848 quan un grup de joves es reunien per practicar la gimnàstica. El 17 de maig de 1860 el nou club s'establí oficialment amb el nom de Verein körperliche Ausbildung München. Dos anys més tard, després de diverses fusions amb altres clubs locals (MTV, Turnverbindung, Turnerschaft München, Münchner TV) es creà el TV München. La secció de futbol va néixer el 6 de març de 1899. El 1919 adoptà el nom de TSV München 1860.
Disputava els seus partits a l'Olympiastadion de Múnic, però des de l'any 2005 ho fa al nou Allianz Arena.

## Palmarès
- 1 Lliga alemanya de futbol: 1966.
- 2 Copa alemanya de futbol: 1942, 1964.

## Futbolistes

### Plantilla 2024-25
A 3 febrer 2025
| N. | Pos. | Nac. | Jugador                                         |
| -- | ---- | --- | ----------------------------------------------- |
| 1  | POR  | [[Fitxer:Flag of Germany.svg\|23x15px\|border \|alt=Alemanya\|link=Selecció de futbol d'Alemanya\|{{#if:\|]]                      | Marco Hiller                                    |
| 2  | DEF  | [[Fitxer:Flag of Germany.svg\|23x15px\|border \|alt=Alemanya\|link=Selecció de futbol d'Alemanya\|{{#if:\|]]                      | Tim Danhof                                      |
| 3  | DEF  | [[Fitxer:Flag of Angola.svg\|23x15px\|border \|alt=Angola\|link=Selecció de futbol d'Angola\|{{#if:\|]]                           | Anderson Lucoqui                                |
| 4  | DEF  | [[Fitxer:Flag of the Netherlands.svg\|23x15px\|border \|alt=Països Baixos\|link=Selecció de futbol dels Països Baixos\|{{#if:\|]] | Jesper Verlaat (capità)                         |
| 5  | MIG  | [[Fitxer:Flag of Germany.svg\|23x15px\|border \|alt=Alemanya\|link=Selecció de futbol d'Alemanya\|{{#if:\|]]                      | Thore Jacobsen                                  |
| 7  | DAV  | [[Fitxer:Flag of Germany.svg\|23x15px\|border \|alt=Alemanya\|link=Selecció de futbol d'Alemanya\|{{#if:\|]]                      | Julian Guttau                                   |
| 8  | MIG  | [[Fitxer:Flag of Germany.svg\|23x15px\|border \|alt=Alemanya\|link=Selecció de futbol d'Alemanya\|{{#if:\|]]                      | David Philipp                                   |
| 9  | DAV  | [[Fitxer:Flag of Nigeria.svg\|23x15px\|border \|alt=Nigèria\|link=Selecció de futbol de Nigèria\|{{#if:\|]]                       | Dickson Abiama (cedit pel 1. FC Kaiserslautern) |
| 10 | DAV  | [[Fitxer:Flag of Austria.svg\|23x15px\|border \|alt=Àustria\|link=Selecció de futbol d'Àustria\|{{#if:\|]]                        | Fabian Schubert                                 |
| 11 | POR  | [[Fitxer:Flag of Germany.svg\|23x15px\|border \|alt=Alemanya\|link=Selecció de futbol d'Alemanya\|{{#if:\|]]                      | René Vollath                                    |
| 14 | DAV  | [[Fitxer:Flag of Japan.svg\|23x15px\|border \|alt=Japó\|link=Selecció de futbol del Japó\|{{#if:\|]]                              | Sōichirō Kōzuki                                 |
| 16 | DEF  | [[Fitxer:Flag of Italy.svg\|23x15px\|border \|alt=Itàlia\|link=Selecció de futbol d'Itàlia\|{{#if:\|]]                            | Max Reinthaler                                  |
| 17 | MIG  | [[Fitxer:Flag of Germany.svg\|23x15px\|border \|alt=Alemanya\|link=Selecció de futbol d'Alemanya\|{{#if:\|]]                      | Morris Schröter                                 |
| 18 | MIG  | [[Fitxer:Flag of Germany.svg\|23x15px\|border \|alt=Alemanya\|link=Selecció de futbol d'Alemanya\|{{#if:\|]]                      | Tim Kloss                                       |

| N. | Pos. | Nac. | Jugador                                |
| -- | ---- | --- | -------------------------------------- |
| 20 | DEF  | [[Fitxer:Flag of Germany.svg\|23x15px\|border \|alt=Alemanya\|link=Selecció de futbol d'Alemanya\|{{#if:\|]] | Lukas Reich                            |
| 21 | DEF  | [[Fitxer:Flag of Germany.svg\|23x15px\|border \|alt=Alemanya\|link=Selecció de futbol d'Alemanya\|{{#if:\|]] | Leroy Kwadwo                           |
| 23 | POR  | [[Fitxer:Flag of Kosovo.svg\|23x15px\|border \|alt=Kosovo\|link=Selecció de futbol de Kosovo\|{{#if:\|]]     | Erion Avdija                           |
| 24 | DEF  | [[Fitxer:Flag of Austria.svg\|23x15px\|border \|alt=Àustria\|link=Selecció de futbol d'Àustria\|{{#if:\|]]   | Raphael Schifferl                      |
| 25 | DEF  | [[Fitxer:Flag of Germany.svg\|23x15px\|border \|alt=Alemanya\|link=Selecció de futbol d'Alemanya\|{{#if:\|]] | Sean Dulić                             |
| 26 | MIG  | [[Fitxer:Flag of Germany.svg\|23x15px\|border \|alt=Alemanya\|link=Selecció de futbol d'Alemanya\|{{#if:\|]] | Philipp Maier                          |
| 27 | DAV  | [[Fitxer:Flag of Germany.svg\|23x15px\|border \|alt=Alemanya\|link=Selecció de futbol d'Alemanya\|{{#if:\|]] | Raphael Ott                            |
| 28 | DEF  | [[Fitxer:Flag of Germany.svg\|23x15px\|border \|alt=Alemanya\|link=Selecció de futbol d'Alemanya\|{{#if:\|]] | Florian Bähr (cedit pel VfL Osnabrück) |
| 30 | DAV  | [[Fitxer:Flag of Germany.svg\|23x15px\|border \|alt=Alemanya\|link=Selecció de futbol d'Alemanya\|{{#if:\|]] | Maximilian Wolfram                     |
| 32 | MIG  | [[Fitxer:Flag of Germany.svg\|23x15px\|border \|alt=Alemanya\|link=Selecció de futbol d'Alemanya\|{{#if:\|]] | Moritz Bangerter                       |
| 34 | DAV  | [[Fitxer:Flag of Germany.svg\|23x15px\|border \|alt=Alemanya\|link=Selecció de futbol d'Alemanya\|{{#if:\|]] | Patrick Hobsch                         |
| 36 | MIG  | [[Fitxer:Flag of Germany.svg\|23x15px\|border \|alt=Alemanya\|link=Selecció de futbol d'Alemanya\|{{#if:\|]] | Tunay Deniz                            |
| 37 | MIG  | [[Fitxer:Flag of Germany.svg\|23x15px\|border \|alt=Alemanya\|link=Selecció de futbol d'Alemanya\|{{#if:\|]] | Marlon Frey                            |

### Jugadors històrics destacats
- Stefan Aigner
- Harald Cerny
- Ned Zelić
- Thomas Häßler
- Jens Jeremies
- Vidar Riseth
- Martin Max
- Erik Mykland
- Abédi Ayew
- Petar Radenkovic
- Davor Šuker
- Rudolf Völler